# Ferdynand Grotkowski
Ferdynand Grotkowski (ur. 16 grudnia 1805 roku w Surwiliszkach) – kapitan 6. Pułku Strzelców Konnych w powstaniu listopadowym, należał do korpusów Giełguda, Rohlanda z którym 15 lipca 1831 przeszedł do Prus.
Internowany przez Prusaków, w 1833 roku przybył do Francji, członek Towarzystwa Demokratycznego Polskiego od 1834 roku, w 1845 roku wystąpił o amnestię.